# 朱静航
朱静航（1913年—1992年），曾用名朱正珩，山东蓬莱人，中华人民共和国数学教育家，曾任中国民主促进会中央委员会常务委员、吉林省委员会主任委员，吉林省人大常委会副主任，第六、七届全国人大代表。

## 生平
1937年毕业于北平大学数学系。建国后，任东北师范大学数学系主任、教授。